# 260676 Évethurière
260676 Évethurière è un asteroide della fascia principale. Scoperto nel 2005, presenta un'orbita caratterizzata da un semiasse maggiore pari a 2,5251110 au e da un'eccentricità di 0,1223760, inclinata di 2,61124° rispetto all'eclittica.
L'asteroide era stato inizialmente battezzato 260676 Evethuriere per poi essere corretto nella denominazione attuale.
L'asteroide è dedicato alla ricercatrice francese Évelyne Thurière.